# Júnior Lacayo
Júnior Alberto Lacayo Rochez (La Ceiba, 19 agosto 1995) è un calciatore honduregno, attaccante del Marathón.

## Carriera

### Club
Il 1º luglio 2018 viene acquistato a titolo definitivo dalla squadra honduregna dell'Olimpia.

### Nazionale
Con l'Under-20 ha preso parte al Mondiale di categoria nel 2015.
Nel 2022 ha esordito in nazionale maggiore.